# آدم إيتون (لاعب كرة قاعدة)
آدم إيتون (بالإنجليزية: Adam Eaton)‏ (و. 1988  م) هو لاعب كرة قاعدة أمريكي، ولد في سبرينغفيلد، أوهايو، مركز لعبه هو لاعب دفاع ‏.

## روابط خارجية
- آدم إيتون على موقع دوري كرة القاعدة الرئيسي (الإنجليزية)
- آدم إيتون على موقعبيزبول رفرنس.كوم (الدوري الرئيسي) (الإنجليزية)
- آدم إيتون على موقعبيزبول رفرنس.كوم (الدوري الثانوي) (الإنجليزية)
- آدم إيتون على موقع إي إس بي إن.كوم (أم.أل.بي) (الإنجليزية)
- آدم إيتون على موقع مشجعي الرسوم البيانية (الإنجليزية)